# Chilarchaea
Chilarchaea quellon es una especie de araña araneomorfa de la familia Mecysmaucheniidae. Es el único miembro del género monotípico Chilarchaea. Es originaria de Chile es la Isla de Chiloé y Llanquihue y en Argentina en el Parque Nacional Nahuel Huapi en la provincia de Río Negro.